# La Drôle d'affaire
Pour plus de détails, voir Fiche technique et Distribution.
La Drôle d'affaire ou La Fleur de l'âge (La cosa buffa) est un film italien d'Aldo Lado, sorti en 1972.

## Synopsis
Antonio est instituteur. Un jour, il tombe amoureux de Maria, une jeune et riche Vénitienne, mais leur relation est entravée par les parents de cette dernière, qui n'apprécient pas le milieu social du jeune homme et lui offrent même de l'argent pour qu'il s'éloigne de la jeune fille. La mère de la jeune fille réussit finalement à les séparer après les avoir surpris en pleine intimité. Antonio refuse l'argent offert par son père pour se débarrasser d'elle et même les derniers espoirs de fiançailles, cette fois avec Marika, seront vains, malgré le fait qu'il y ait eu des rapports sexuels.

## Fiche technique
- Titre français : La Drôle d'affaire ou La Fleur de l'âge[1]
- Titre original : La cosa buffa
- Réalisation : Aldo Lado
- Scénario : Giuseppe Berto, Aldo Lado et Alessandro Parenzo, d'après un roman de Giuseppe Berto
- Musique : Ennio Morricone
- Images : Franco Di Giacomo
- Durée : 98 minutes
- Pays de production :  Italie
- Langue de tournage : italien
- Format : Couleurs (Eastmancolor) - 1,85:1
- Durée : 102 minutes
- Genre : Comédie sentimentale[1]
- Dates de sortie :
  - Italie : 27 octobre 1972
  - France : 1974

## Distribution
- Gianni Morandi : Antonio
- Ottavia Piccolo : Maria Borghetto
- Angela Goodwin : la propriétaire
- Fabio Garriba : Benito
- Claudia Giannotti : la sœur d'Antonio
- Nino Formicola : le père d'Antonio
- Rosita Torosh : Vera, la cousine de Marika
- Luigi Casellato : Amedeo, le babier
- Riccardo Billi : Ilario Borghetto, le père de Maria
- Dominique Darel : Marika
- Giusi Raspani Dandolo : la mère de Maria